# San Marino en los Juegos Olímpicos de Río de Janeiro 2016
San Marino participó en los Juegos Olímpicos de Río de Janeiro 2016 con un total de cinco deportistas, que compitieron en tres deportes. La tiradora Arianna Perilli fue la abanderada en la ceremonia de apertura.

## Participantes

### Atletismo
| Atleta        | Evento          | Clasificación | Clasificación | Final     | Final     |
| Atleta        | Evento          | Distancia     | Posición      | Distancia | Posición  |
| ------------- | --------------- | ------------- | ------------- | --------- | --------- |
| Eugenio Rossi | Salto de altura | 2.17          | 35            | No avanzó | No avanzó |

### Judo
| Athlete      | Event                   | Primera ronda | Segunda ronda | Tercera ronda | Cuartos de final | Semifinal    | Repechaje    | Final / MB   | Final / MB   |              |
| Athlete      | Event                   | Resultado     | Resultado     | Resultado     | Resultado        | Resultado    | Resultado    | Resultado    | Posición     |              |
| ------------ | ----------------------- | ------------- | ------------- | ------------- | ---------------- | ------------ | ------------ | ------------ | ------------ | ------------ |
| Karim Gharbi | Hasta 100 kg masculinos | No participó  | No participó  | No participó  | No participó     | No participó | No participó | No participó | No participó | No participó |

### Tiro
| Atleta             | Evento         | Clasificación | Clasificación | Semifinal | Semifinal | Final     | Final     |
| Atleta             | Evento         | Puntos        | Posición      | Puntos    | Posición  | Puntos    | Posición  |
| ------------------ | -------------- | ------------- | ------------- | --------- | --------- | --------- | --------- |
| Stefano Selva      | Foso masculino | 102           | 32            | No avanzó | No avanzó | No avanzó | No avanzó |
| Alessandra Perilli | Foso femenino  | 63            | 16            | No avanzó | No avanzó | No avanzó | No avanzó |
| Arianna Perilli    | Foso femenino  | 65            | 13            | No avanzó | No avanzó | No avanzó | No avanzó |